# Phytala elaidina
Phytala elaidina är en fjärilsart som beskrevs av Embrik Strand 1920. Phytala elaidina ingår i släktet Phytala och familjen juvelvingar. Inga underarter finns listade i Catalogue of Life.